# Limnotilapia dardennii
Espèce
Statut de conservation UICN

 LC  : Préoccupation mineure
Limnotilapia dardennii est une espèce de poissons de la famille des Cichlidés endémique du lac Tanganyika. C'est la seule espèce du genre Limnotilapia.